# Thomas Kelly-Kenny

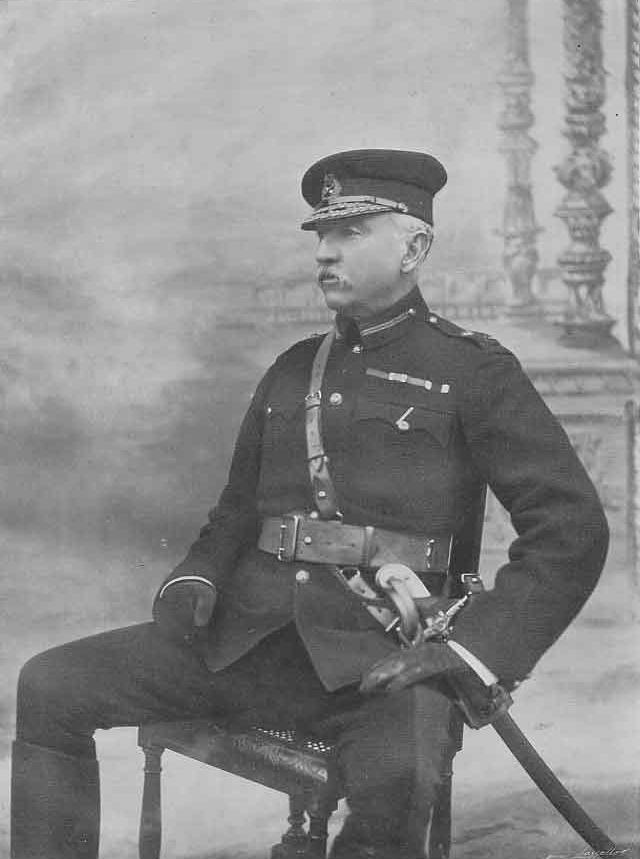
General Thomas Kelly-Kenny (1900)

Sir Thomas Kelly-Kenny, GCB, GCVO (Geburtsname: Thomas Kelly; * 27. Februar 1840; † 26. Dezember 1914) war ein britischer Offizier der British Army, der unter anderem als General zwischen 1901 und 1904 Generaladjutant des Heeres (Adjutant-General to the Forces) war.

## Leben
Thomas Kelly, dessen Vater Mathew Kelly zeitweise Deputy Lieutenant (DL) des County Clare war, besuchte das St. Patrick’s, Carlow College und trat am 2. Februar 1858 als Offizier des 2nd (The Queen’s Royal) Regiment of Foot in die Britische Armee ein. Er fand danach zahlreiche Verwendungen als Offizier, nahm 1874 den zusätzlichen Familiennamen Kenny an und fand nach dem Besuch des Staff College Camberley 1875 auch Verwendungen als Stabsoffizier. Für seine Verdienste wurde er 1893 als Companion des Order of the Bath (CB) ausgezeichnet. Im Rang eines Major-General war er zwischen März 1896 und August 1897 Kommandeur der 3. Brigade sowie im Anschluss von Juli 1897 bis Oktober 1897 Generalinspektor für Rekrutierung und Hilfstruppen (Inspector-General of Recruiting and the Auxiliary Forces).
Im Oktober 1899 wurde Thomas Kelly-Kenny als Lieutenant-General Oberkommandierender des Aldershot-Kommandos (General Officer Commanding-in-Chief, Aldershot Command), bekleidete dieses Kommando aber nur zwei Monate bis Dezember 1899. Während des darauf folgenden Zweiten Burenkrieges war er Kommandeur der dort eingesetzten 6. Division und nahm mit dieser an der Schlacht von Paardeberg (23. bis 27. Februar 1900) teil. Nach seiner Rückkehr wurde er zum General befördert und löste im Oktober 1901 General Evelyn Henry Wood als Generaladjutant des Heeres (Adjutant-General to the Forces) ab. Er hatte dieses Amt bis Februar 1904 inne und wurde daraufhin von General Charles Douglas abgelöst.
Am 26. Juni wurde Thomas Kelly-Kenny zum Knight Commander des Order of the Bath (KCB) geschlagen und führte fortan das Prädikat „Sir“. Daraufhin wurde er 1902 Nachfolger von Lieutenant-General Granville Chetwynd-Stapylton als Colonel des Queen’s Royal Regiment (West Surrey) und hatte dieses Ehrenamt bis zu seinem Tod am 26. Dezember 1914 inne, worauf Major-General Edward Hamilton sein Nachfolger wurde. Am 24. Juni 1904 wurde er zum Knight Grand Cross des Order of the Bath (GCB) erhoben. Darüber hinaus wurde er am 15. Mai 1906 auch zum Knight Grand Cross des Royal Victorian Order (GCVO) geschlagen. Er war zeitweise auch Deputy Lieutenant (DL) und Friedensrichter (Justice of the Peace). Er lebte in Doolough Lodge in Treanmanagh im County Clare.